# Rixing (sockenhuvudort i Kina, Tibet Autonomous Region, lat 28,90, long 89,27)
Rixing (kinesiska: 日星, Shengli Gongshe, 胜利公社, 日星乡) är en sockenhuvudort i Kina. Den ligger i den autonoma regionen Tibet, i den sydvästra delen av landet, omkring 200 kilometer sydväst om regionhuvudstaden Lhasa. Antalet invånare är 2 226. Befolkningen består av 1 038 kvinnor och 1 188 män. Barn under 15 år utgör 24,0 %, vuxna 15-64 år 69 %, och äldre över 65 år 5,0 %.
Runt Rixing är det glesbefolkat, med 16 invånare per kvadratkilometer. Närmaste större samhälle är Ma Xiang, 18,9 km nordväst om Rixing. Trakten runt Rixing består i huvudsak av gräsmarker.
Genomsnittlig årsnederbörd är 632 millimeter. Den regnigaste månaden är juli, med i genomsnitt 160 mm nederbörd, och den torraste är december, med 9 mm nederbörd.